# Кёгне-Бильгях
Мыс Кёгне-Бильгях (азерб. Köhnə Bilgəh burnu) или Амбуран (Амбуранский; азерб. Amburan) — мыс на востоке Азербайджана, в Сабунчинском районе города Баку. Расположен на западном берегу Каспийского моря, в северо-восточной части Апшеронского полуострова.

## Описание
Мыс сложен из небольших известковых скал. Согласно «Энциклопедическому лексикону», на песчаном берегу в окрестностях мыса Амбуран были высажены виноградные сады.
Вблизи расположенного к западу от Амбурана мыса Калагях был построен Амбуранский маяк, который обеспечивал безопасность ночного плавания вокруг Амбурана. Грунт на мысе и в прибрежной зоне илистый и неподходит для якорных стоянок.